# Penisola del Cavallino: biotopi litoranei
Penisola del Cavallino: biotopi litoranei este o arie protejată (arie specială de conservare — SAC, sit de importanță comunitară — SCI, arie de protecție specială avifaunistică — SPA) din Italia întinsă pe o suprafață de 315 ha, integral pe uscat.

## Localizare
Centrul sitului Penisola del Cavallino: biotopi litoranei este situat la coordonatele 45°26′00″N 12°26′34″E / 45.4334°N 12.442798°E.

## Înființare
Situl Penisola del Cavallino: biotopi litoranei a fost declarat sit de importanță comunitară în septembrie 1995 pentru a proteja 3 specii de plante și 20 de specii de animale. Alte tipuri de protecție:
- arie de protecție specială avifaunistică (în septembrie 2008)
- arie specială de conservare (în iulie 2018)[1][2][3]

## Biodiversitate
Situată în ecoregiunea continentală, aria protejată conține 10 habitate naturale: Dune mobile de-a lungul țărmului cu Ammophila arenaria („dune albe”), Dune cu vegetație ierboasă Malcolmietalia, Dune de coastă cu Juniperus spp., Dune de coastă fixe cu vegetație erbacee („dune gri”), Lacuri eutrofice naturale cu vegetație de tip Magnopotamion sau Hydrocharition, Pajiști umede mediteraneene cu ierburi înalte de Molinio-Holoschoenion, Dune împădurite cu Pinus pinea și/sau Pinus pinaster, Dune mobile cu vegetație embrionară, Mlaștini calcaroase cu Cladium mariscus și specii de Caricion davallianae, Vegetație anuală la limita mareei.
La baza desemnării sitului se află mai multe specii protejate:
- plante (3): Euphrasia marchesettii, Kosteletzkya pentacarpos, Stipa veneta
- păsări (18): pescăruș albastru (Alcedo atthis), stârc roșu (Ardea purpurea), bătăuș (Calidris pugnax), caprimulg (Caprimulgus europaeus), prundăraș de sărătură (Charadrius alexandrinus), erete de stuf (Circus aeruginosus), erete vânăt (Circus cyaneus), egretă mică (Egretta garzetta), șoim de iarnă (Falco columbarius), șoim călător (Falco peregrinus), ciovlica roșcată (Glareola pratincola), piciorong (Himantopus himantopus), stârc pitic (Ixobrychus minutus), sfrâncioc roșiatic (Lanius collurio), vultur pescar (Pandion haliaetus), chiră de baltă (Sterna hirundo), chiră mică (Sternula albifrons), chiră de mare (Thalasseus sandvicensis)
- amfibieni (1): Rana latastei
- reptile (1): țestoasa de baltă (Emys orbicularis)

Pe lângă speciile protejate, pe teritoriul sitului au mai fost identificate 13 specii de plante, 2 specii de nevertebrate.